# Kafr Amim, Idlib
Kafr Amim, Idlib tiếng Ả Rập: كفر عميم) là một ngôi làng Syria nằm ở Saraqib Nahiyah ở huyện Idlib, Idlib. Theo Cục Thống kê Trung ương Syria (CBS), Kafr Amim, Idlib có dân số 3645 trong cuộc điều tra dân số năm 2004.